# Екзобаза

Екзобаза — нижня межа екзосфери. Лежить на висоті, де середня довжина вільного пробігу частинок дорівнює висоті однорідної атмосфери. Грубо кажучи, це шар атмосфери, вище від якого взаємні зіткнення вже не можуть утримати частинки газів від вильоту в космос. Над екзобазою частинки рухаються балістичними траєкторіями і за достатньої швидкості безперешкодно покидають планету.
В атмосфері Землі екзобаза лежить на висоті близько 500—1000 км залежно від сонячної активності: за високої активності збільшується товщина термосфери і, відповідно, висота екзобази.
Температура на висоті екзобази Землі коливається поблизу 1000 К, що відповідає середній швидкості атомів водню близько 5 км/с. Це менше від другої космічної швидкості для Землі на цій висоті (10,8 км/с); але швидкості атомів навколо середнього значення широко розподілені, тому деякі атоми водню мають шанс подолати тяжіння планети.
Висота екзобази деяких тіл Сонячної системи (для планет-гігантів виміряна відносно рівня з тиском 1 бар):
| Об'єкт | Висота екзобази, км |
| ------ | ------------------- |
| Венера | 160                 |
| Земля  | 450                 |
| Марс   | 180                 |
| Юпітер | 1600                |
| Сатурн | 2500                |
| Титан  | 1430                |
| Уран   | 4700                |
| Нептун | 2200                |
| Тритон | 930                 |
| Плутон | 1800                |